# Amiran Totikashvili
Amiran Totikashvili –en georgiano, ამირან ტოტიკაშვილი– (Martkopi, URSS, 21 de julio de 1969) es un deportista soviético que compitió en judo.
Participó en los Juegos Olímpicos de Seúl 1988, obteniendo una medalla de bronce en la categoría de –60 kg. Ganó una medalla en el Campeonato Mundial de Judo de 1989, y tres medallas en el Campeonato Europeo de Judo entre los años 1988 y 1990.

## Palmarés internacional
| Juegos Olímpicos   | Juegos Olímpicos      | Juegos Olímpicos  | Juegos Olímpicos |
| Año                | Lugar                 | Medalla           | Categoría        |
| ------------------ | --------------------- | ----------------- | ---------------- |
| 1988               | Seúl (Corea del Sur)  | Medalla de bronce | –60 kg           |
| Campeonato Mundial |                       |                   |                  |
| Año                | Lugar                 | Medalla           | Categoría        |
| 1989               | Belgrado (Yugoslavia) | Medalla de oro    | –60 kg           |
| Campeonato Europeo |                       |                   |                  |
| Año                | Lugar                 | Medalla           | Categoría        |
| 1988               | Pamplona (España)     | Medalla de oro    | –60 kg           |
| 1989               | Helsinki (Finlandia)  | Medalla de oro    | –60 kg           |
| 1990               | Fráncfort (RFA)       | Medalla de bronce | –60 kg           |